# Paul Émile Lecomte
Pour les articles homonymes, voir Paul Lecomte (homonymie).
Paul Émile Lecomte, pseudonyme de Paul Lecomte, né le 29 octobre 1877 à Paris où il est mort le 19 septembre 1950, est un peintre français.

## Biographie
Paul Lecomte est le fils de Georges Lecomte, employé, et d'Adélaïde Justine Scelle.
En 1901, il épouse Émilienne Louise Delanoë. Il signe ses tableaux « Paul Émile Lecomte », pour se distinguer de son oncle, professeur d'art et peintre Paul Lecomte (1842-1920). Il est également élève de Fernand Cormon.
Ses œuvres sont exposées au Salon de Paris de 1901 à 1912.
Il est nommé peintre officiel de la Marine en 1921.
Il meurt à Paris le 19 septembre 1950 et est inhumé dans la même ville au cimetière de Montrouge le 22 septembre 1950.